# Голицын, Александр Михайлович (вице-канцлер)
Князь Алекса́ндр Миха́йлович Голи́цын (1723—1807) — русский посланник в Великобритании, вице-канцлер, представитель младшей ветви рода Голицыных. Действительный тайный советник, сенатор, обер-камергер.

## Биография
Родился 6 (17) ноября 1723 года — старший сын генерал-адмирала Михаила Михайловича Голицына от брака с Татьяной, дочерью московского губернатора Кирилла Алексеевича Нарышкина.
В 1742 году начал службу в посольстве России в Голландии. В 1749 году был с краткой неофициальной миссией в Париже в составе австрийского посольства; в 1755—1762 годах — посланник в Лондоне. Способствовал вступлению на престол Екатерины II. Во время июньского переворота Голицын был послан Петром III к Екатерине с письмом, в котором император «просил помилования» и разрешения удалиться в Голштинию; Голицын не вернулся и перешёл на сторону Екатерины.
С 9 июня 1762 по 2 апреля 1775 года — вице-канцлер, вице-президент Коллегии иностранных дел, кавалер ордена Александра Невского (1762). С 1764 года — действительный тайный советник. В 1774 году получил орден Андрея Первозванного и стал сенатором; обер-камергер (1775).
Оставаясь вице-канцлером более десяти лет, он не пользовался расположением императрицы. Интересуясь преимущественно внешней стороной дипломатических отношений, Голицын не имел никакого влияния на дела; руководителем русской политики был Панин. Иностранцы невысоко ставили способности князя Голицына, но отмечали, что он всегда стоял вне партий и сторонился от интриг. По словам английского посланника, он «скорее путал, чем помогал, даже в тех безделицах, до которых его допускали».
В 1778 году ушёл в отставку и жил в Москве, занимаясь благотворительной деятельностью. Почётный опекун Московского воспитательного дома и попечитель Павловской больницы. Построил Голицынскую больницу, употребив на строительство капитал своего покойного двоюродного брата князя Д. М. Голицына. Пользовался вниманием и расположением императоров Павла I и Александра I и особенно Марии Фёдоровны.
Голицын был любителем художеств, многое сделал для украшения подмосковной усадьбы Пехра-Яковлевское и собрал целый музей редких картин и скульптуры. Произведения искусства собирал в течение многих лет, много получал в подарок, в том числе от князя Д. М. Голицына. Считая, что его коллекция будет полезной отечеству, чтобы она не была раздроблена, он завещал её Голицынской больнице в вечное хранение.
В 1809 году его племянник, С. М. Голицын достроил здание, заложенное на территории больницы А. М. Голицыным в 1803 году для размещения в нём художественной галереи.
В экспозиции первой московской общедоступной галереи западноевропейского искусства были представлены 477 картин, а также статуи и вазы. Просуществовала галерея до 1817 года, затем её экспонаты были распроданы на аукционах.
Князь Голицын умер 15 (27) ноября 1807 года в Москве, где и похоронен в церкви Св. Димитрия при Голицынской больнице.

## Семья
От венгерской графини Клюпфель, жившей в доме Голицына в Москве на Девичьем поле, имел трёх детей, носивших фамилию Де-Лицыны (де Лицыны). 10 июля 1770 года император Иосиф II пожаловал им дворянство Римской империи, а в 1777 году Де-Лицыны были приняты в российское подданство.
- Екатерина-Каролина Александровна (1757—1842), в юности ею был увлечён князь И. М. Долгоруков, по его словам она была девушка «умная, воспитана прекрасно, непригожа собой, но богато одарена природой и отцом своим со стороны фортуны, следовательно, не рисковала остаться в девушках»[7]. Была замужем за действительным камергером князем Александром Николаевичем Долгоруковым (1757—1844). По духовному завещанию отца, получила 40 тыс. рублей. Скончалась в Москве и была похоронена в Екатерининской пустыни, близ Москвы. Детей у неё не было.
- Дарья-Генриетта Александровна (1761—1828), замужем за Дмитрием Адамовичем Олсуфьевым (1769—1808). После смерти бездетной княгини Долгоруковой сын Олсуфьевых, Александр, получили дом на Девичьем поле, окружённый обширным садом, ныне психиатрическая клиника им. С. С. Корсакова. Память о прежних владельцах сохранилась в названии Олсуфьевского переулка, лежащего около их дома.
- Александр Александрович (1768—1789), полковник ярославского пехотного полка, убит в 1789 году под Очаковым. С 1785 года был женат на княжне А. А. Грузинской (1763—1822), дочери гвардии капитана царевича А. Б. Грузинского от брака с княжной Д. А. Меншиковой. Овдовев, в 1790 году она вышла замуж за князя Б. А. Голицына.

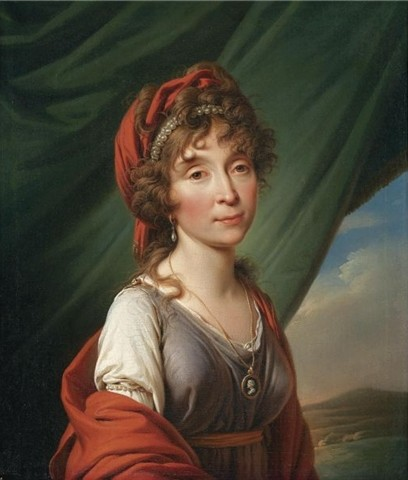
Екатерина Александровна, дочь
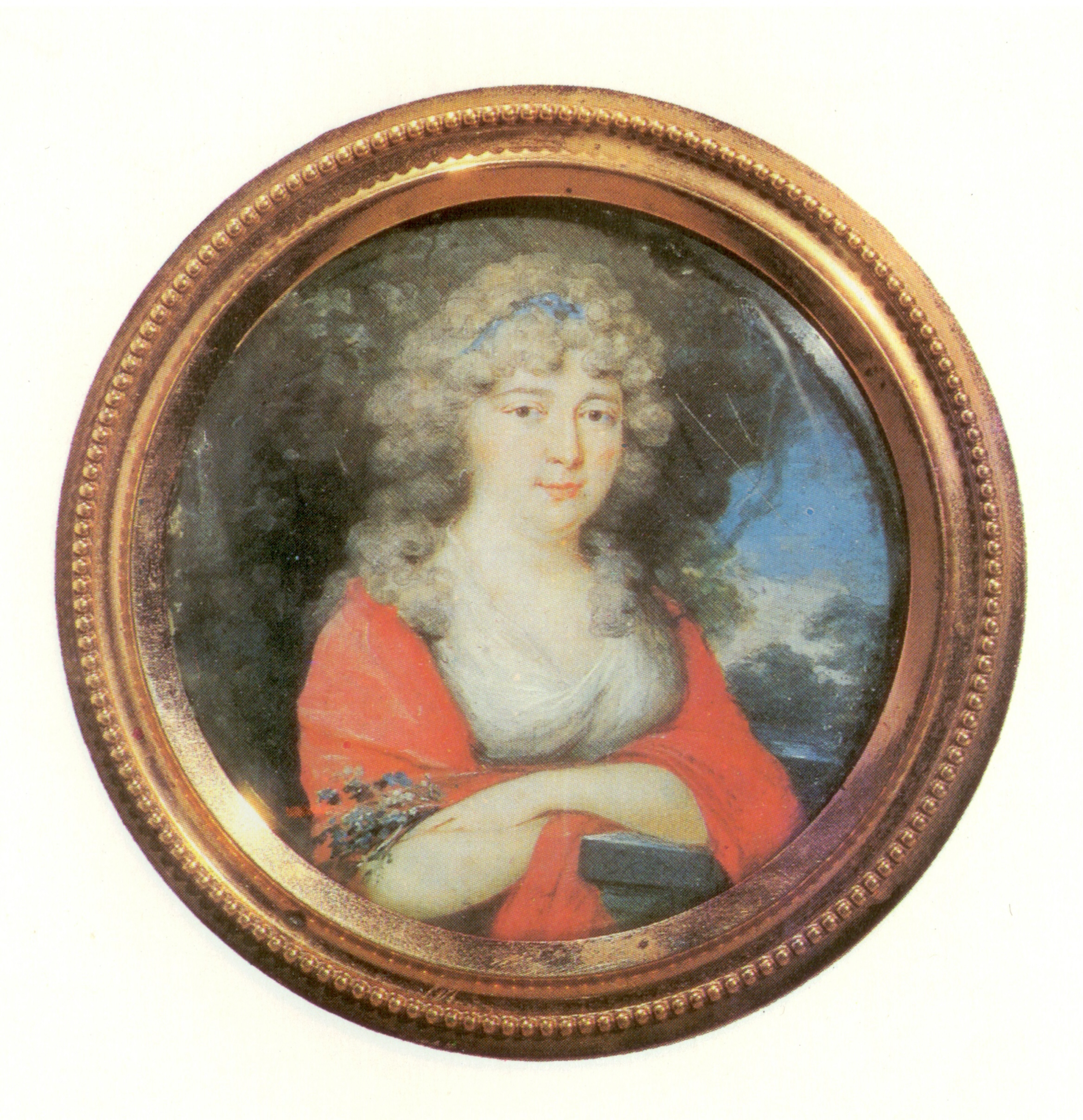
Дарья Александровна, дочь
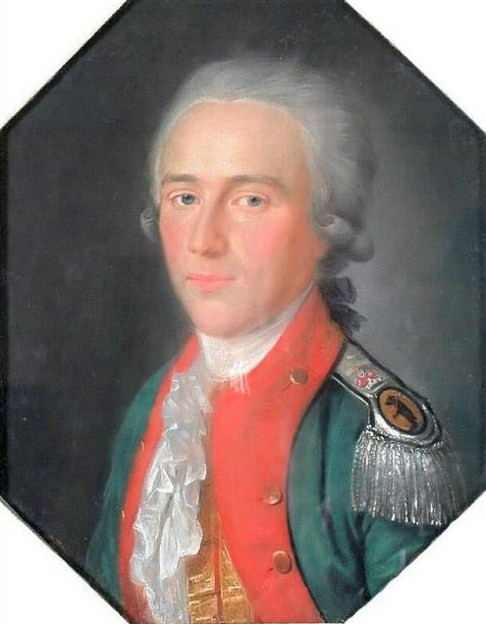
Александр Александрович, сын
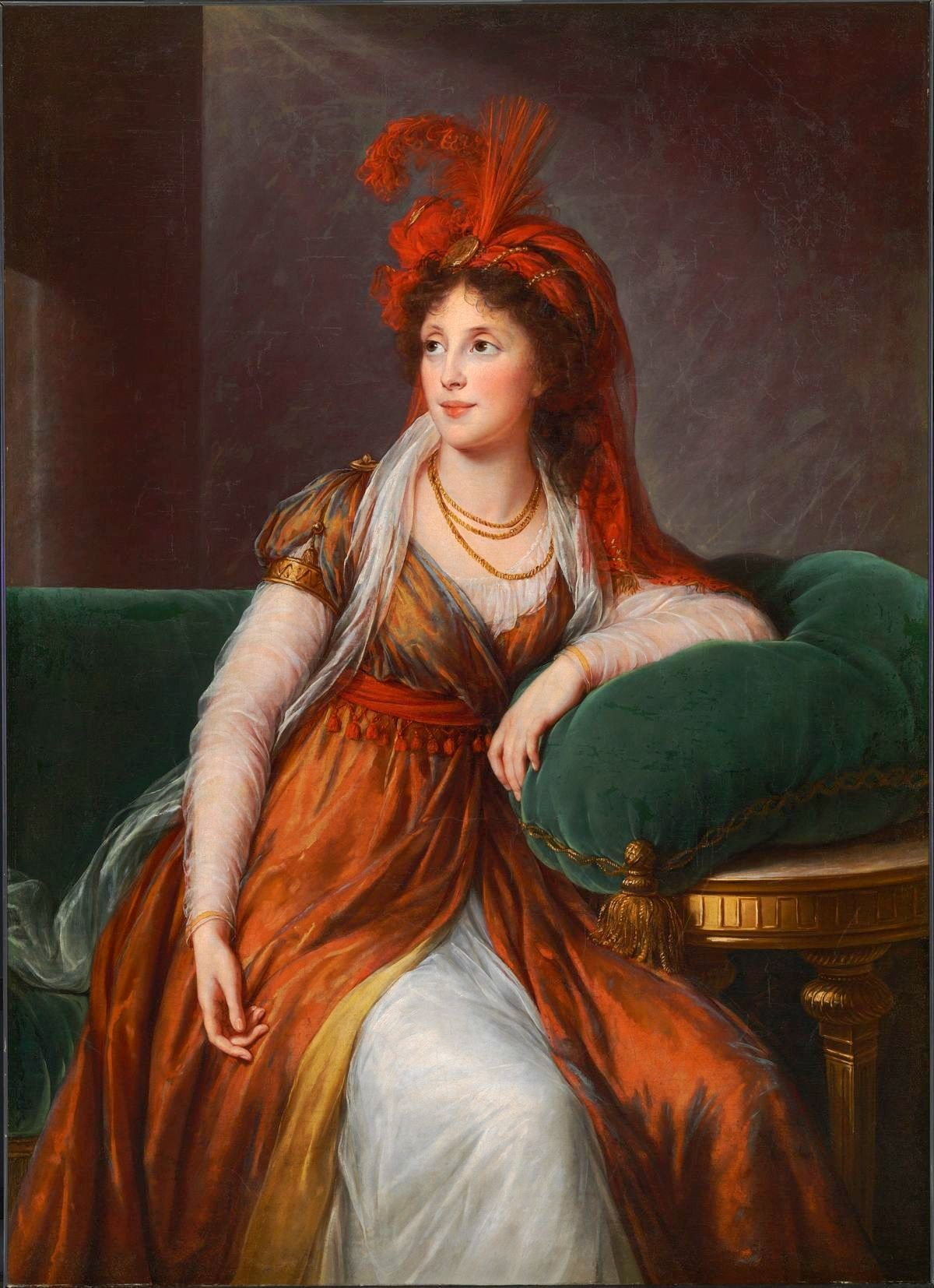
Анна Александровна, невестка